# Batalha da Cordilheira de Thiepval
A Batalha da Cordilheira de Thiepval foi a primeira grande ofensiva do Exército de Reserva do Reino Unido [en] (Tenente-general Hubert Gough), durante a Batalha do Somme, na Frente Ocidental, na Primeira Guerra Mundial. O ataque foi planejado para aproveitar a ofensiva do Quarto Exército [en] na Batalha de Morval [en], iniciando-se 24 horas depois. A batalha ocorreu em uma frente que se estendia de Courcelette, a leste, próximo à estrada Albert–Bapaume, até Thiepval e o Reduto Schwaben [en] (Schwaben-Feste), a oeste, que dominava as defesas alemãs ao norte, no vale do Ancre, o terreno elevado em direção a Beaumont-Hamel e Serre [en].
A Cordilheira de Thiepval era fortemente fortificada, e os defensores alemães lutaram com grande determinação. A coordenação britânica entre infantaria e artilharia diminuiu após o primeiro dia, devido à natureza confusa dos combates em meio a trincheiras, abrigos subterrâneos e crateras de obuses. Os objetivos finais britânicos só foram alcançados após a reorganização do Exército de Reserva e a Batalha das Colinas de Ancre [en] (1 de outubro – 11 de novembro). Dificuldades organizacionais e o agravamento do clima frustraram a intenção do General Joseph Joffre de realizar ataques coordenados vigorosos pelos exércitos anglo-franceses.
Os ataques anglo-franceses tornaram-se desarticulados e menos eficazes no final de setembro, enquanto a defesa alemã se fortalecia. Os britânicos experimentaram novas técnicas, como guerra química, bombardeios com metralhadoras e cooperação entre tanques e infantaria. Os defensores alemães na frente do Somme enfrentaram dificuldades para resistir à superioridade de homens e recursos dos adversários, apesar de reforços significativos de tropas, artilharia e aviação provenientes de Verdun. Setembro foi o mês mais custoso em baixas para os exércitos alemães no Somme.

## Antecedentes

### Desenvolvimentos táticos
Houve debates entre os estados-maiores do Exército de Reserva sobre táticas. O comandante do II Corps [en], Tenente-general Claud Jacob [en], defendia ataques em uma única linha, para evitar que linhas de apoio fossem atingidas por contrabombardeios alemães na linha de frente britânica e na terra de ninguém, que geralmente ocorriam 6–8 minutos após o início de um ataque. Jacob considerava que as linhas de apoio contribuíam pouco para o sucesso do ataque, apenas aumentando as baixas. Ele também apoiava ataques à tarde, já que os seis realizados por seu corpo foram bem-sucedidos, enquanto dois ataques ao amanhecer falharam. O comandante do Exército de Reserva, Tenente-general Hubert Gough, era menos convicto, mas enfatizava a rápida travessia da zona de perigo pelas tropas de apoio. Gough utilizou imagens de um ataque em 18 de setembro para decidir contra o avanço da infantaria em grupos, devido à vulnerabilidade à artilharia e porque as defesas alemãs nos intervalos entre os grupos permaneciam intactas, permitindo isolar a infantaria avançada e interromper o progresso das tropas de apoio e flancos.

## Prelúdio

### Preparativos britânicos
A 18ª Divisão (Oriental) [en] (Major-general Ivor Maxse [en]), após três semanas de treinamento na área do Terceiro Exército [en], moveu-se para o sul, juntando-se ao II Corpo em 8 de setembro. Todos os comandantes de companhias, batalhões e brigadas reconheceram o terreno, e uma palestra foi ministrada pelo Brigadeiro-general Philip Howell [en], chefe do estado-maior do II Corpo. Howell informou a divisão sobre a situação local e experiências recentes, o que foi útil para os comandantes, que estavam na Flandres desde agosto. Duas artilharias divisionais foram anexadas à divisão, e o II Corpo disponibilizou uma bateria de obuses de 6 in (150 mm) e quatro tanques para o comandante divisional. Em 21 de setembro, as trincheiras ao sul de Thiepval foram assumidas da 49ª Divisão (Região Oeste) [en], e começaram os preparativos para o ataque. Companhias de Royal Engineers, pioneiros e dois batalhões de infantaria escavaram cerca de 2,500 yd (1.4 mi; 2.3 km) de trincheiras de reunião e comunicação, além de melhorarem posições existentes; depósitos de suprimentos foram preparados em quatro noites de trabalho. A estrada de Authuille a Thiepval foi reparada e camuflada com uma tela de galhos, permitindo o transporte de suprimentos e a retirada de feridos com pouco bombardeio alemão. A divisão planejou uma estratégia para deixar as trincheiras de reunião e Hindenburg vazias após o avanço das primeiras ondas, mantendo o batalhão reserva recuado, evitando o contrabombardeio alemão. Assim que o bombardeio cessasse, as tropas avançariam rapidamente em pequenas colunas.

### Plano britânico

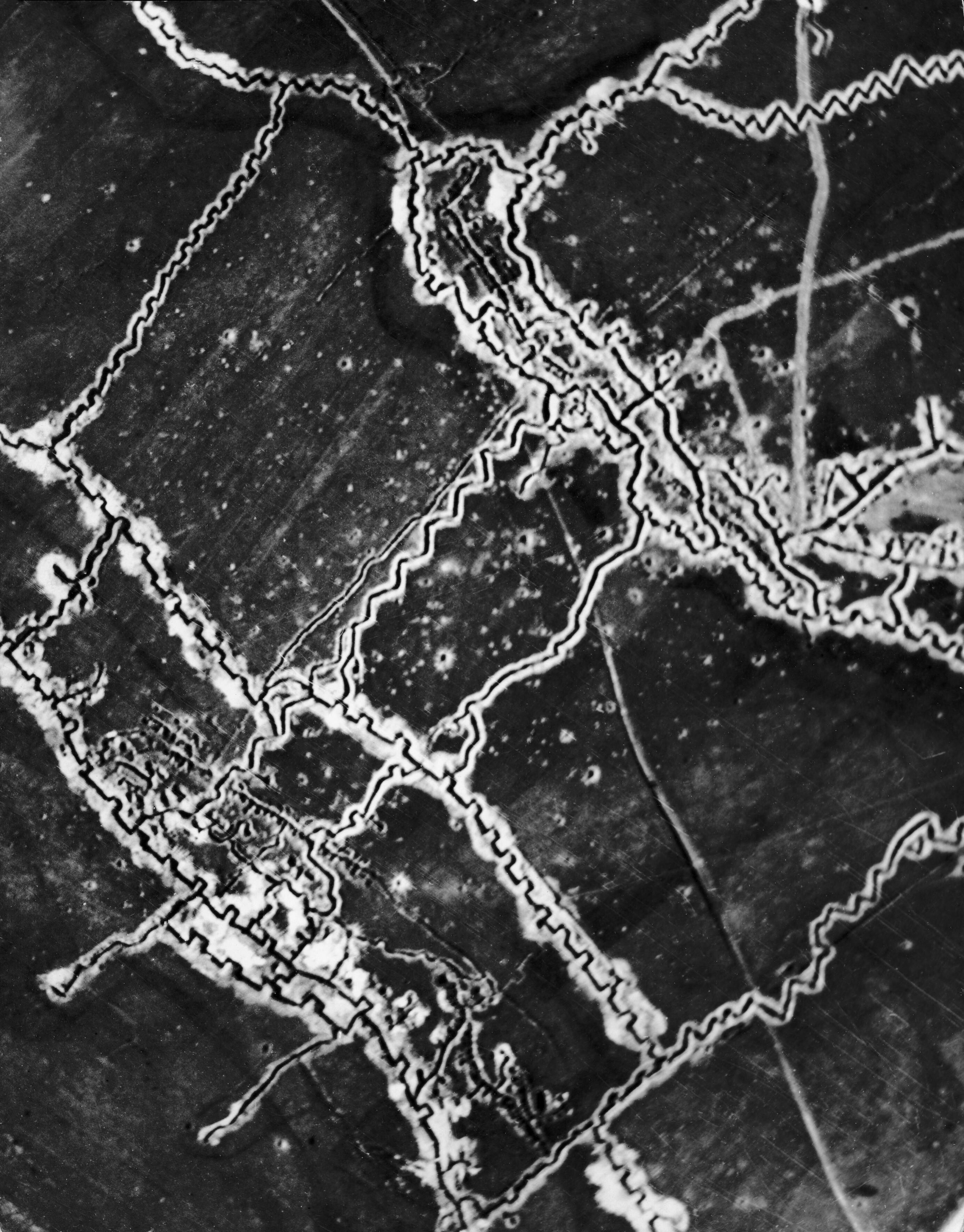
Fotografia aérea do Reduto Schwaben, 1916 (IWM HU 91107)

O General Sir Douglas Haig, Comandante-em-Chefe da Força Expedicionária Britânica na Frente Ocidental, ordenou que o Exército de Reserva atacasse em direção a Achiet le Grand, enquanto o Terceiro Exército se preparava para atacar em Gommecourt como proteção de flanco. Gough determinou o ataque para 26 de setembro às 12h35, visando expulsar os alemães do terreno elevado da Cordilheira de Thiepval, de Courcelette a 6,000 yd (3.4 mi; 5.5 km) a oeste até o Reduto Schwaben, pelo Corpo Canadense (Tenente-general Julian Byng) e o II Corpo, cada um com duas divisões no ataque. Foram estabelecidas três fases para o avanço, com pausas de dez minutos e uma hora antes do avanço final.
O Corpo Canadense protegeria o flanco direito, capturando as trincheiras alemãs no espigão a noroeste de Courcelette de Bourval. O flanco direito do II Corpo tomaria o Reduto Zollern (Zollern-Feste) na segunda fase e o Reduto da Santa na objetivo final, no topo da crista. À esquerda, o corpo capturaria Thiepval na segunda fase e alcançaria o Reduto Schwaben, que dominava a encosta em direção a Saint Pierre Divion. Enfatizou-se a necessidade de expulsar os alemães do topo para negar-lhes observação sobre Albert e obter visão sobre o vale do Ancre. A linha de frente alemã a oeste de Thiepval seria capturada durante o avanço.
Cerca de 230 canhões pesadas, obuses e morteiros, além de 570 canhões de campanha e obuses, estavam disponíveis. Os canhões do V Corps [en], ao norte do Ancre, foram usados para atingir os cruzamentos fluviais alemães e trincheiras na margem sul. A artilharia do II Corpo focou na desmoralização das guarnições alemãs dos redutos e da vila de Thiepval, enquanto algumas trincheiras destinadas à ocupação britânica foram pouco bombardeadas para evitar destruição. Duas mudanças foram introduzidas no plano de artilharia: projéteis de gás seriam disparados por morteiros de 4 polegadas (100 mm), e as metralhadoras de ambos os corpos atacantes foram organizadas para disparar barragens aéreas nos intervalos entre as linhas de barragem de artilharia. A barragem rastejante avançaria 100 yd (91 m) em três minutos, depois a 100 yd (91 m) em dois minutos, após cruzar a terra de ninguém e a posição frontal alemã.
Seis dos oito tanques disponíveis foram alocados ao II Corpo. As substituições divisionais foram adiadas para manter as tropas atacantes descansadas, começando na noite de 22/23 de setembro à direita e 24/25 de setembro à esquerda. O horário de início foi definido para a tarde, em vez do amanhecer, pois Maxse queria apenas três horas de luz do dia para a consolidação no objetivo final, permitindo que a maior parte do trabalho fosse feita após o anoitecer, evitando exposição ao fogo de artilharia observado. O ataque a Thiepval seria seguido por um ataque ao longo do rio Ancre. Ordens para capturar mais objetivos e ganhar terreno sempre que possível foram emitidas em 28 de setembro e visavam combinar com os ataques do Quarto Exército planejados para início de outubro, que ficou conhecida como a Batalha de Le Transloy [en]; os redutos de Stuff e Schwaben deveriam ser capturados até 29 de setembro e a Trinchera de Stuff até 1º de outubro.

### Preparativos alemães

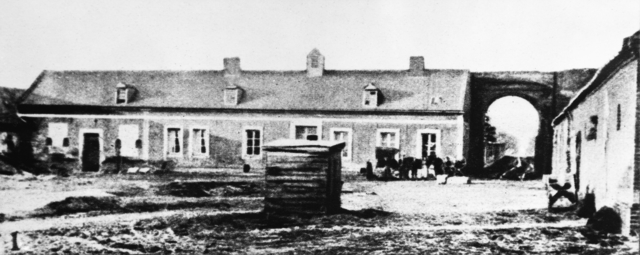
Fazenda Mouquet antes de sua destruição. (AWM J00181)

A posição frontal alemã era mantida pela 7ª Divisão [en], 8ª Divisão [en] e 26ª Divisão de Reserva [en], de Courcelette a oeste até Thiepval. A vila era guarnecida por dois regimentos, um deles destacado da 2ª Divisão de Guardas de Reserva [en]; o terreno de Thiepval a Saint Pierre Divion era defendido por um regimento da 52ª Divisão [en]). A posição frontal alemã ao sul de Thiepval estava a cerca de 300 yd (270 m) da vila; a cerca de mil jardas, encontrava-se a segunda linha, Staufen Riegel ("Trincheira Stuff" para os britânicos e "Trincheira Regina" para os canadenses), e mais mil jardas atrás, a terceira linha, Grande Grande (Trincheira Grande). Os porões do Château de Thiepval foram expandidos em uma rede de túneis usados como depósitos e abrigos. Uma estrada afundada que atravessava a vila até o cemitério foi equipada com abrigos subterrâneos, e na linha frontal original a oeste havia cerca de 144 abrigos profundos.

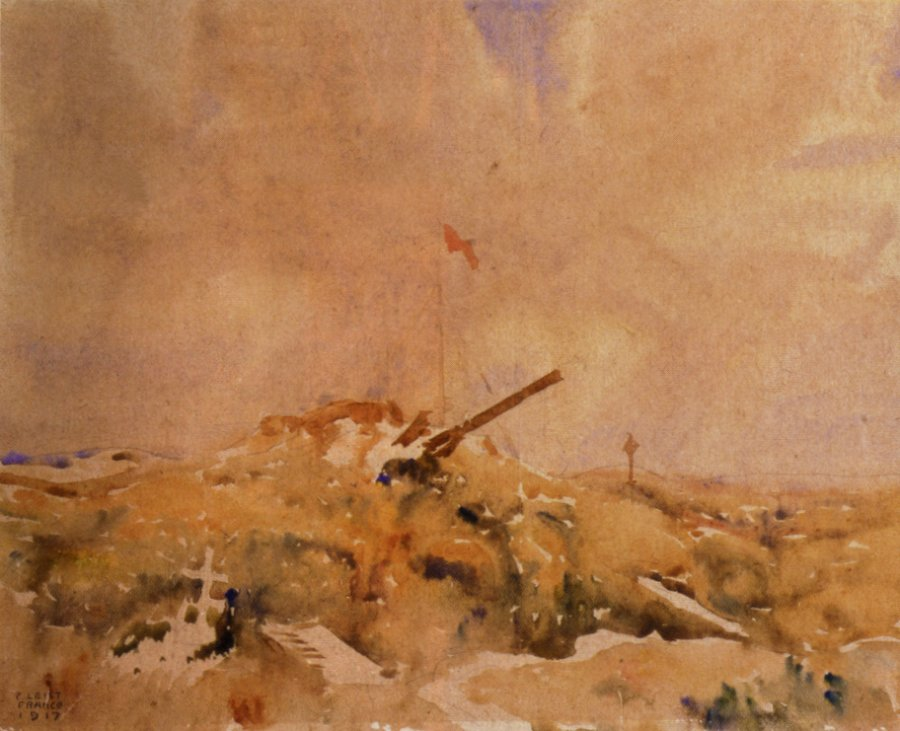
Fazenda de Mouquet, Pozières. (Pintada por en)

Thiepval era defendida pelo Regimento de Infantaria de Vurtemberga 180 (WIR 180) desde 1914, ainda com muitos soldados pré-guerra. O regimento permanecia fixo e organizava-se a partir de Bapaume. O Reduto Zollern protegia a primeira linha entre Courcelette e Thiepval, enquanto os redutos de Staufen (Stuff) e Schwaben ancoravam o extremo oeste das primeira e segunda linhas. A Fazenda da Mouquet [en], a leste de Thiepval, tornara-se perigosamente isolada, a 350 yd (320 m) além das trincheiras de apoio, conectada apenas por uma trincheira semi-destruída. As perdas na sua defesa enfraqueceram a guarnição local sem ganhos significativos. A sudoeste de Thiepval, a linha frontal alemã seguia para o norte até Saint Pierre Divion e o Ancre. As guarnições alemãs foram alertadas sobre um ataque iminente em 22 de setembro, e a artilharia alemã a iniciou bombardeios às trincheiras britânicas e depósitos de suprimentos. A reunião britânica para o ataque na madrugada de 26 de setembro transcorreu sem interferências.

## Batalha

### Exército de Reserva

#### 23–26 de setembro
| Data | mm chuva | °C      |             |
| ---- | -------- | ------- | ----------- |
| 23   | 0        | 19°–6°  | claro       |
| 24   | 0        | 22°–7°  | sol nublado |
| 25   | 0        | 23°–10° | claro       |
| 26   | 0,1      | 24°–12° | claro       |
| 27   | 0,1      | 22°–11° | chuva       |
| 28   | 1        | 23°–12° | chuva       |
| 29   | 17       | 16°–12° | chuva       |
| 30   | 0        | 17°–5°  | nublado     |

O bombardeio preliminar começou em 23 de setembro, com baixa visibilidade e nevoeiro ao amanhecer e entardecer nos dias seguintes. O II Corpo disparou 60.000 projéteis de artilharia de campanha e 45.000 de artilharia pesada. Na tarde de 24 de setembro, um destacamento da Brigada Especial disparou 500 projéteis lacrimogêneos (gás) em Thiepval, silenciando os morteiros de trincheira alemães até as 17h. Uma operação preliminar para capturar a Fazenda Mouquet começou na noite de 24 de setembro, quando uma companhia da 11ª Divisão alcançou a fazenda, mas um bombardeio alemão e um ataque com granadas, apoiado por fogo preciso de metralhadoras, forçou os britânicos a recuar. A barragem rastejante começou pontualmente às 12h35 de 26 de setembro, e a infantaria iniciou o avanço.
No flanco direito, o Corpo Canadense atacou com a 6ª Brigada Canadense [en] da 2ª Divisão Canadense [en] à direita, como proteção de flanco, e a 1ª Divisão Canadense [en] à esquerda. Às 12h35, a 6ª Brigada Canadense avançou atrás de uma barragem rastejante com três batalhões e dois tanques anexados, embora um contrabombardeio alemão mantivesse o batalhão da direita em suas trincheiras. Ambos os tanques foram perdidos cedo, mas o 29º Batalhão Canadense [en] no centro alcançou a linha frontal alemã em dez minutos, enquanto o batalhão da esquerda foi detido por fogo de metralhadoras à frente e no flanco esquerdo, exceto por algumas tropas à direita. Às 22h50, o objetivo foi capturado, desde a Estrada Twenty até o extremo leste da Estrada Miraumont, e mantido contra dois contra-ataques durante a noite.
A 1ª Divisão Canadense atacou com duas brigadas. A brigada da direita, com dois batalhões, avançou 400 yd (370 m) até a Trincheira Sudbury e retomou o avanço às 13h, alcançando a Trincheira Kenora à direita, que seguia noroeste até a Trincheira Regina/Stuff às 14h40. O batalhão da esquerda foi atrasado; bombardeiros alemães contra-atacaram o flanco e foram repelidos. O batalhão da esquerda formou-se na terra de ninguém para evitar o contrabombardeio alemão, mas enfrentou combates mais intensos para atingir seus objetivos, alcançando o segundo objetivo, logo abaixo do topo da crista, à tarde, conectando-se com a brigada da esquerda mais tarde.

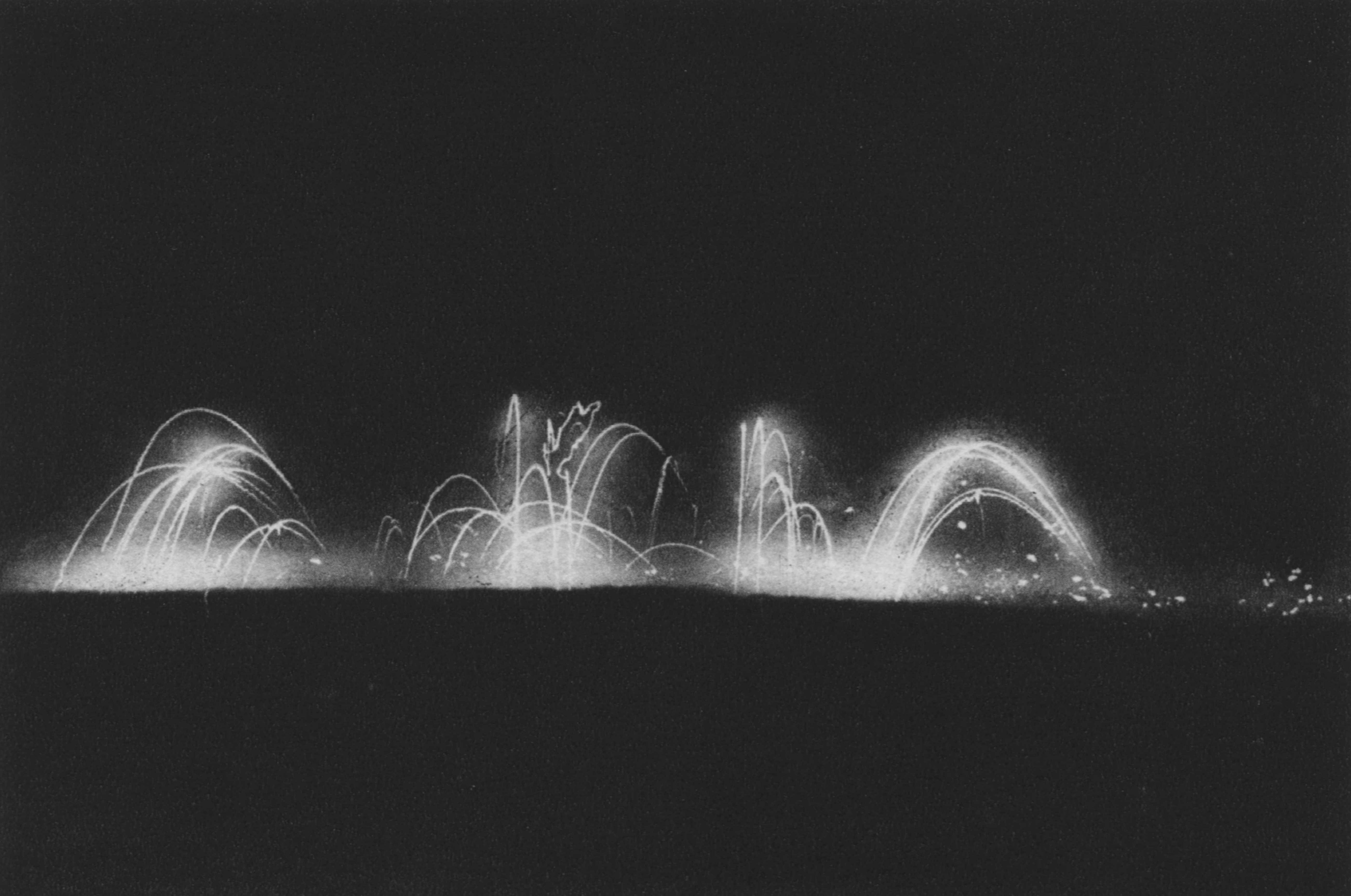
Cena noturna em Thiepval

A brigada da esquerda avançou com dois batalhões reforçados, sofrendo fogo de metralhadoras do flanco esquerdo, mas alcançou a Trincheira Zollern, capturando a parte oeste após um atraso. Às 13h, o avanço prosseguiu em direção à Trincheira Hessian, que foi tomada facilmente. O contato foi estabelecido com a brigada da direita, mas não com a 11ª Divisão à esquerda. Os canadenses avançaram com granadas pela Trincheira Zollern e construíram uma barricada, enquanto o fogo de metralhadoras forçou uma leve retirada da parte esquerda da Trincheira Hessian, estabelecendo um flanco defensivo de Hessian até Zollern e consolidando-se às 22h30.
A oeste do Corpo Canadense, o II Corpo atacou com as divisões 11ª e 18ª (Oriental). A 11ª Divisão avançou com duas brigadas. A 34ª Brigada à direita atacou com dois batalhões; uma equipe de bombardeiros atacou a Fazenda Mouquet pouco antes do horário zero, protegendo as saídas dos abrigos subterrâneos. Ambos os batalhões alcançaram a trincheira de apoio alemã (primeiro objetivo), embora um batalhão de apoio tenha sido atingido pelo contrabombardeio alemão na linha frontal britânica. O batalhão da direita ficou preso lutando pelo Reduto Zollern, e a maioria dos soldados de limpeza foi morta. Cerca de 50 sobreviventes se entrincheiraram à direita, enfrentando a Trincheira Zollern, enquanto outros se abrigaram a oeste do reduto. O batalhão da esquerda foi atingido por fogo de metralhadoras do Reduto Zollern e da Linha Midway, que ia da Fazenda Mouquet ao Reduto Schwaben, ao norte de Thiepval. Algumas tropas alcançaram a Trincheira Zollern, e os remanescentes do batalhão de apoio avançaram para reforçá-los.

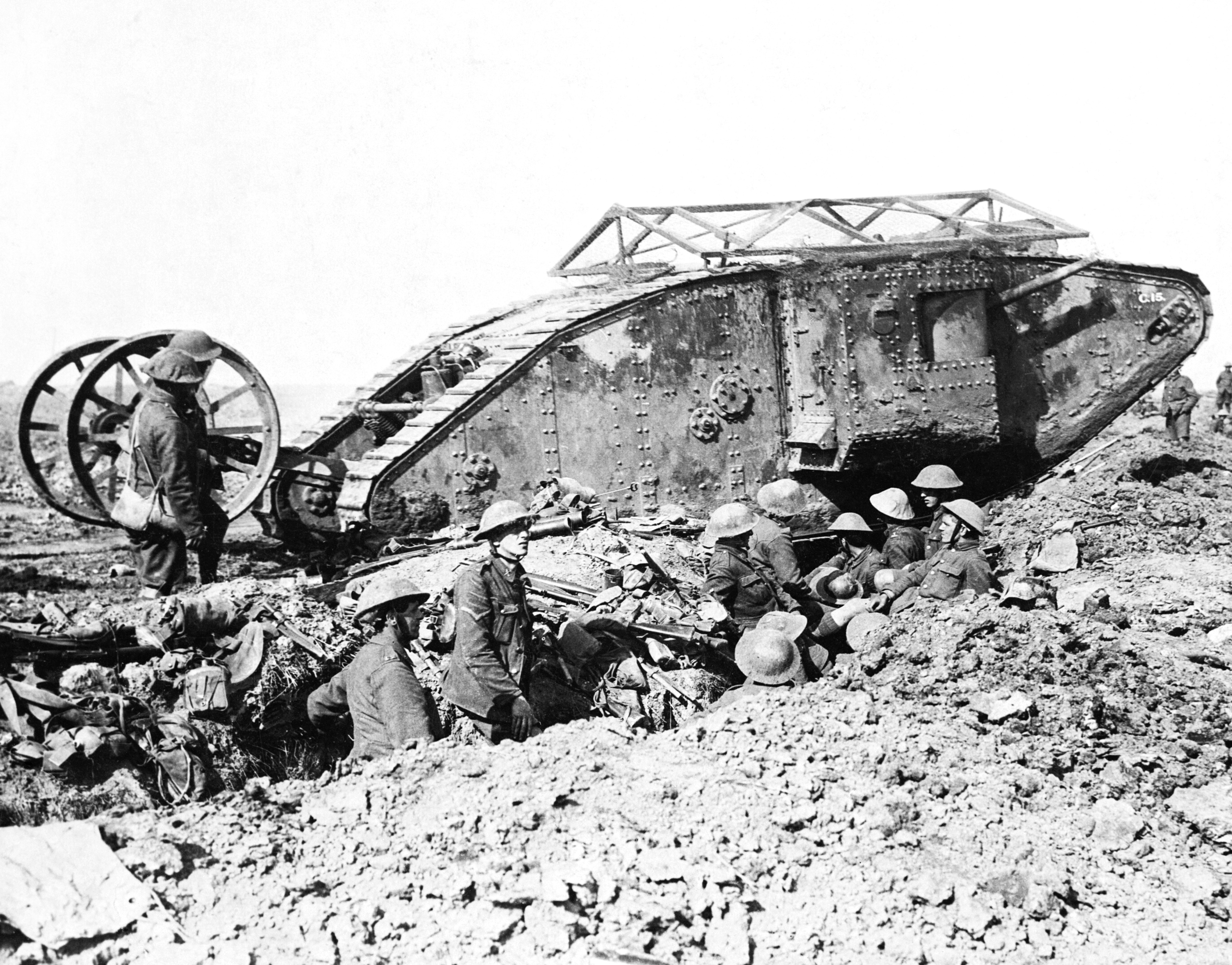
Tanque britânico Mark I (macho), Somme, 25 de setembro de 1916

A batalha pela Fazenda Mouquet continuou; dois tanques anexados ficaram presos nas proximidades, e as metralhadoras de um tanque foram removidas, com a tripulação prosseguindo como infantaria. Reforços foram enviados (incluindo um batalhão de pioneiros), e às 17h30, os últimos 56 alemães se renderam após serem atacados com bombas de fumaça. A 33ª Brigada à esquerda atacou do Vale Nab com dois batalhões, alcançou a Trincheira Joseph às 12h45 e avançou até a Trincheira Schwaben, entre a Fazenda Mouquet e o extremo leste de Thiepval, onde se entrincheiraram. A Trincheira Zollern foi alcançada às 13h30, e a Trincheira Hessian às 16h, exceto por 250 yd (230 m) à direita. O contato foi estabelecido à esquerda com a 18ª Divisão (Oriental) na Trincheira Zollern, e a Linha Midway foi limpa por um batalhão reserva, que também reforçou a Trincheira Hessian, repelindo um contra-ataque alemão à direita.
A 18ª Divisão (Oriental) atacou com dois batalhões da 53ª Brigada à direita, do Vale Nab, com um batalhão de apoio. O plano para evitar o contrabombardeio alemão funcionou, e o primeiro objetivo, na Trincheira Schwaben à direita e na estrada Pozières–Saint Pierre Divion à esquerda, foi alcançado em 12 minutos. Dois tanques avançaram em apoio, mas logo ficaram presos enquanto os batalhões prosseguiam, alcançando a Trincheira Zollern às 13h15 com pouca resistência. O avanço foi detido por fogo de metralhadoras alemãs após mais 250 yd (230 m), e as tropas recuaram para a Trincheira Zollern ao anoitecer, tentando avançar com granadas. A 54ª Brigada atacou em uma frente estreita de 300 yd (270 m), com um batalhão atravessando a vila, uma companhia avançando pela linha frontal alemã original, e os outros dois batalhões em apoio e reserva. As tropas avançadas moveram-se antes do horário zero para evitar a artilharia alemã, e dois tanques avançaram de Caterpillar Copse. O avanço por Thiepval foi lento, retardado por fogo de metralhadoras das ruínas do castelo, até que um tanque suprimiu as metralhadoras alemãs, antes de ficar preso logo depois. A infantaria perdeu a barragem, mas lutou pela vila até que, às 14h30, toda a vila, exceto o canto noroeste, foi capturada.

#### 27–30 de setembro

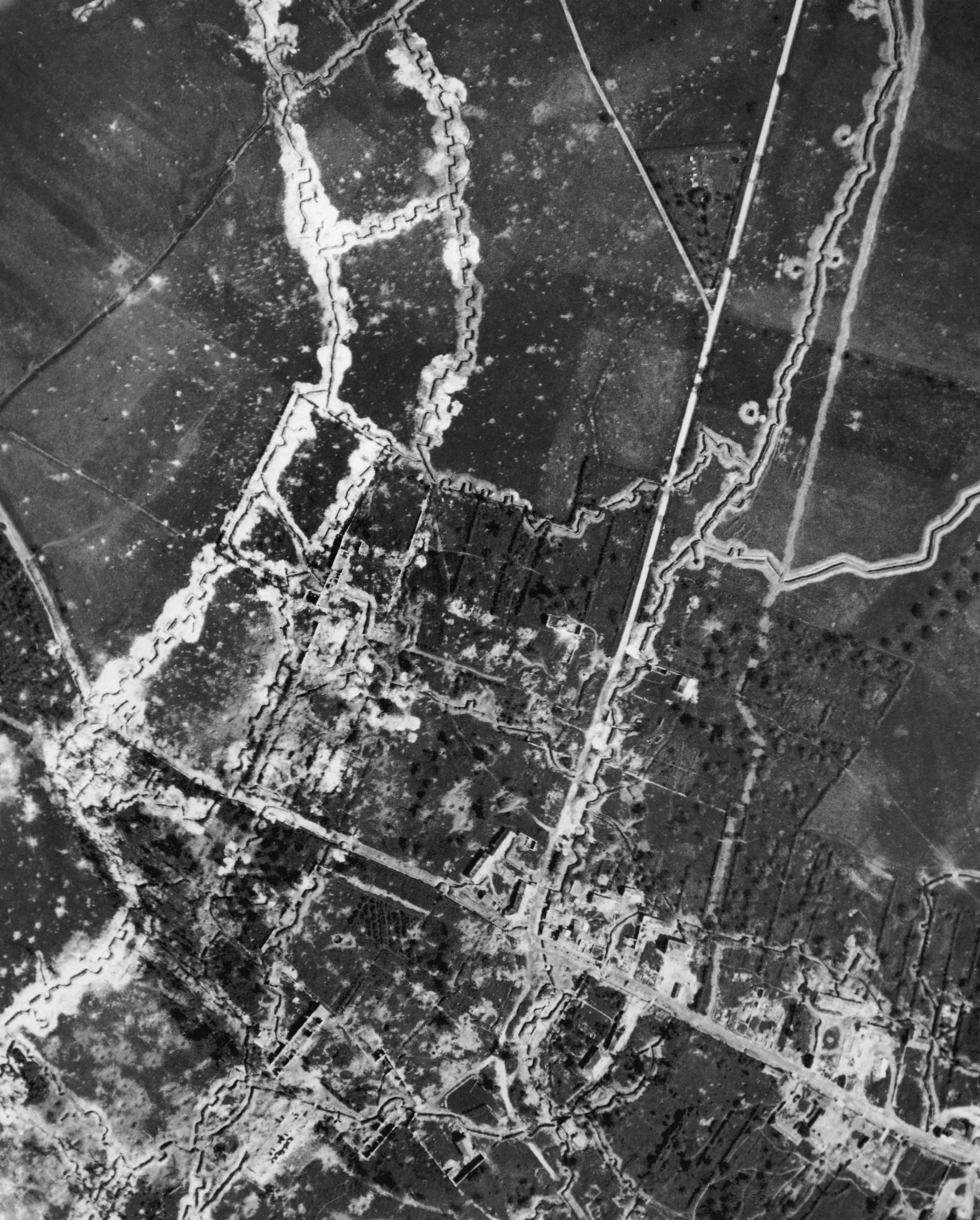
Fotografia aérea de Thiepval, 1916. (IWM HU 91108)

Após um bombardeio de artilharia alemã na 6ª Brigada, 2ª Divisão Canadense, durante toda a noite e a manhã de 27 de setembro, patrulhas descobriram que os alemães haviam se retirado, e a brigada avançou até as trincheiras de prática alemãs pela Estrada Dyke, que seguia nordeste a partir de Courcelette, ocupando o restante do primeiro objetivo. A 1ª Divisão Canadense sofreu um contra-ataque na Trincheira Kenora nas primeiras horas e foi forçada a recuar até que um ataque recapturou a trincheira. Por volta das 18h, um ataque alemão com granadas quase retomou a trincheira, sendo repelido no último momento; mais tarde, os canadenses recuaram para a trincheira de apoio e, em seguida, lançaram um contra-ataque às 2h, que falhou. Na área do II Corpo, a 11ª Divisão encontrou o Reduto Zollern vazio. A Trincheira Zollern foi ocupada a oeste até o cruzamento com a Linha Midway e a leste até conectar com os canadenses. Um avanço planejado para as 10h foi detido por fogo de metralhadoras do Reduto Stuff e da Trincheira Hessian. A 32ª Brigada, na reserva, foi ordenada a continuar o ataque às 15h.
O ataque foi adiado, mas um dos dois batalhões avançou e alcançou o lado sul do Reduto Stuff. Uma hora depois, a Trincheira Hessian a oeste foi capturada, e às 21h, um batalhão começou a avançar com granadas a partir do Reduto Zollern para noroeste. A brigada da esquerda atacou para leste durante a manhã, conectou-se com a 34ª Brigada e, às 15h, ocupou o restante da Trincheira Hessian. A 53ª Brigada à direita da 18ª Divisão (Oriental) consolidou a Trincheira Zollern, depois capturou parte da Trincheira Bulgaren atrás de uma barragem de morteiros Stokes. As substituições de unidades foram concluídas rapidamente na 54ª Brigada à esquerda, e o ataque por Thiepval foi retomado às 5h45, em conjunto com um batalhão da 146ª Brigada da 49ª Divisão (West Riding), na linha frontal britânica original a oeste de Thiepval. Toda Thiepval foi capturada até as 11h, estabelecendo contato com a 53ª Brigada, e a 146ª Brigada foi substituída por uma brigada da 25ª Divisão durante a noite.
Em 28 de setembro, uma patrulha de cavalaria avançou à direita da 6ª Brigada, 2ª Divisão Canadense, ao amanhecer, mas foi rapidamente detida por fogo de metralhadoras. A brigada se entrincheirou voltada para nordeste, além das trincheiras de prática alemãs, e um batalhão avançou para o norte pela Trincheira Courcelette, enfrentando intenso fogo de metralhadoras alemãs da Trincheira Regina. Mais duas tentativas foram feitas à tarde e outra à noite, às 20h30, todas sem sucesso. Durante a noite, as quatro brigadas canadenses engajadas foram substituídas pelas 4ª e 8ª brigadas. No II Corpo, a 32ª Brigada assumiu à direita da 11ª Divisão, pronta para tomar o Reduto Stuff e a Trincheira Hessian às 18h, mas o ataque foi adiado. Um ataque com granadas no restante do Reduto Stuff ganhou terreno, mas foi abandonado posteriormente. A 18ª Divisão (Oriental) atacaria o Reduto Schwaben às 13h, com a brigada da direita avançando pela Trincheira Zollern até a Linha Midway, enquanto um batalhão extra atacava o reduto, e um batalhão da 54ª Brigada atacava à esquerda, até a linha frontal original.
A Trincheira Bulgar foi tomada rapidamente, mas os alemães na Linha Midway resistiram mais. Às 14h30, o extremo leste do Reduto Schwaben foi alcançado, e o contato foi estabelecido à direita com a 11ª Divisão. Tropas alcançaram o canto sudoeste do reduto, e às 17h, o lado sul do reduto foi capturado e conectado com as tropas na Linha Midway à direita, enquanto a esquerda estabeleceu contato com grupos mistos da 54ª Brigada. O oeste do reduto foi tomado às 20h, e patrulhas da 49ª Divisão (West Riding) ocuparam partes da linha frontal alemã, encontrando as tropas à esquerda da 54ª Brigada. Escaramuças com granadas ocorreram intermitentemente durante a noite, e um batalhão da 55ª Brigada assumiu a frente da 54ª Brigada.
Em 29 de setembro, a 8ª Brigada da 3ª Divisão Canadense atacou ao meio-dia com a 11ª Divisão à esquerda, alcançando a Trincheira Hessian em alguns pontos, que foram perdidos e recapturados durante bombardeios e contra-ataques alemães. Na área do II Corpo, a 11ª Divisão atacou o Reduto Stuff e a Trincheira Hessian à direita, capturando a maior parte e estabelecendo contato com os canadenses, enquanto o ataque ao reduto falhou. Após substituições de batalhões na 18ª Divisão (Oriental), uma luta com granadas começou por volta das 7h30 ao longo da borda oeste do Reduto Schwaben, durando todo o dia; o terreno ganho não pôde ser mantido, e o batalhão posteriormente substituiu tropas no sistema frontal alemão capturado. Em 30 de setembro, a 11ª Divisão retomou o ataque ao Reduto Stuff às 16h, com equipes de bombardeiros avançando a oeste pela Trincheira Hessian e pela Trincheira Zollern, capturando a metade sul do reduto ao anoitecer. Bombardeiros canadenses auxiliaram na captura da Trincheira Hessian, e a divisão foi substituída pela 25ª Divisão durante a noite. Um contra-ataque alemão ao amanhecer expulsou a 18ª Divisão (Oriental) dos lados sul e oeste do Reduto Schwaben; o lado sul foi recapturado, e o lado norte do reduto foi tomado às 16h. Outro ataque alemão às 21h retomou a face norte, até a entrada da Trincheira Stuff à direita.

### Operações aéreas

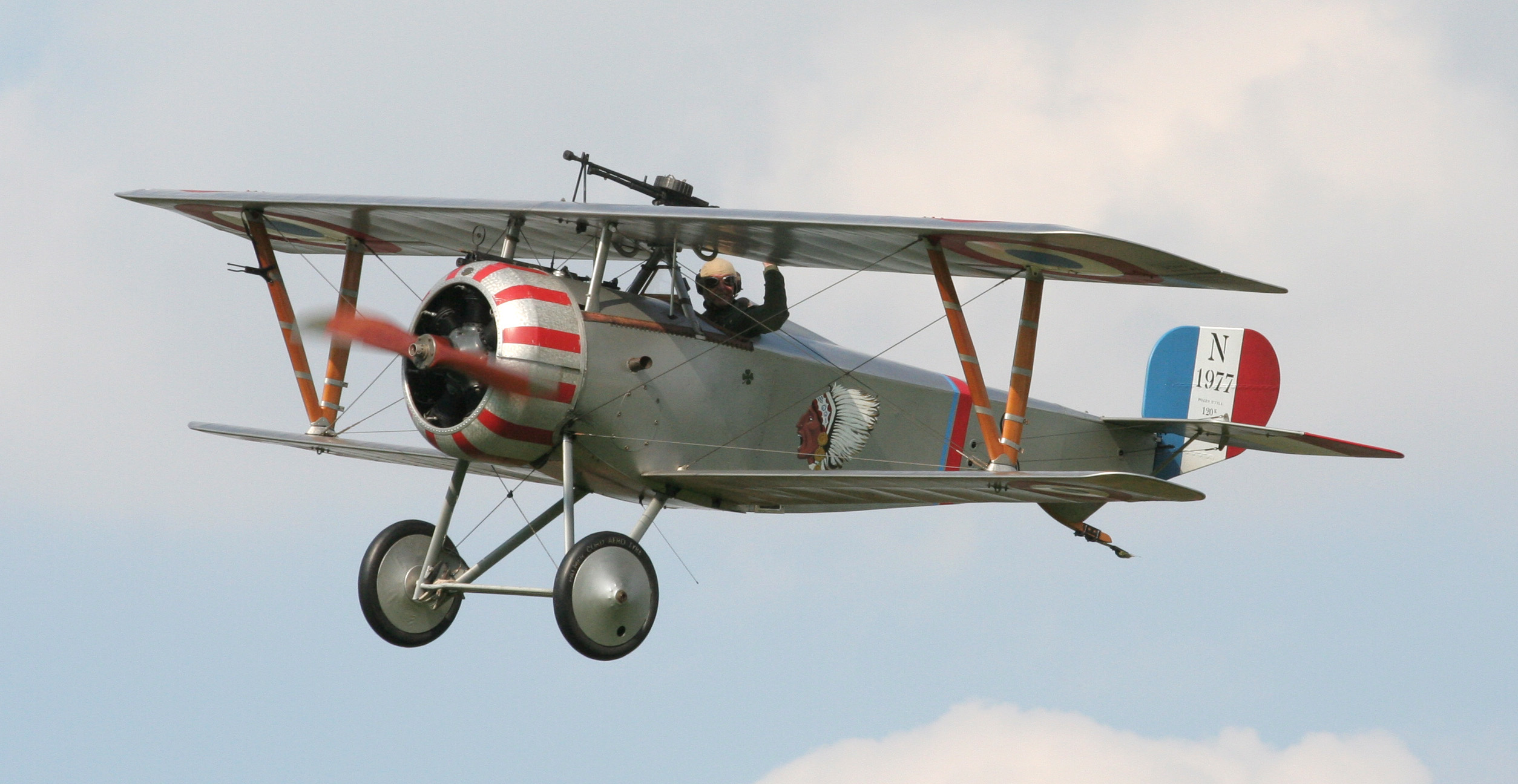
Nieuport 17.

Os Esquadrão nº 4 [en] e Esquadrão nº 7 [en] realizaram vários voos de reconhecimento a baixa altitude para observar o estado do arame farpado e das trincheiras alemãs antes do ataque. Observadores aéreos da GHQ Wing e do esquadrão do Corpo de exército em patrulha de contato notaram a infantaria avançar atrás da barragem rastejante e entrar em Thiepval com dois tanques, o que levou alguns soldados alemães a fugirem. Às 13h10, tropas britânicas foram fotografadas na Trincheira Hessian, e observadores aéreos relataram a captura de Thiepval, exceto pelo canto noroeste. Observadores de artilharia em aeronaves e balões de observação relataram 64 baterias alemãs ativas nas primeiras 24 horas e identificaram as posições de outras 103. Observadores terrestres conseguiram engajar seis baterias alemãs, enquanto a observação aérea permitiu o bombardeio de outras 22. Ao sul de Miraumont, um observador aéreo do Esquadrão 4 relatou cerca de 1.000 soldados alemães na estrada, que foram dispersos pela artilharia pesada britânica. Os esquadrões das Brigadas IV e V lançaram 135 bombas de 20 libras em trincheiras, artilharia e alojamentos, enquanto a Brigada III bombardeou o aeródromo de Lagnicourt, apesar da baixa visibilidade, e atacou balões cativos alemães. O Esquadrão nº 60 [en], com Nieuports, abateu dois balões com foguetes Le Prieur e bombardeou balões no solo com bombas de fósforo. O Esquadrão nº 19 atacou um quartel-general divisional alemão em Barastre com 64 bombas de 20 libras. Duas aeronaves alemãs foram abatidas e quatro danificadas, com a perda de uma aeronave britânica sobre Bapaume, mas as máquinas alemãs mais rápidas conseguiam evitar contato à vontade.

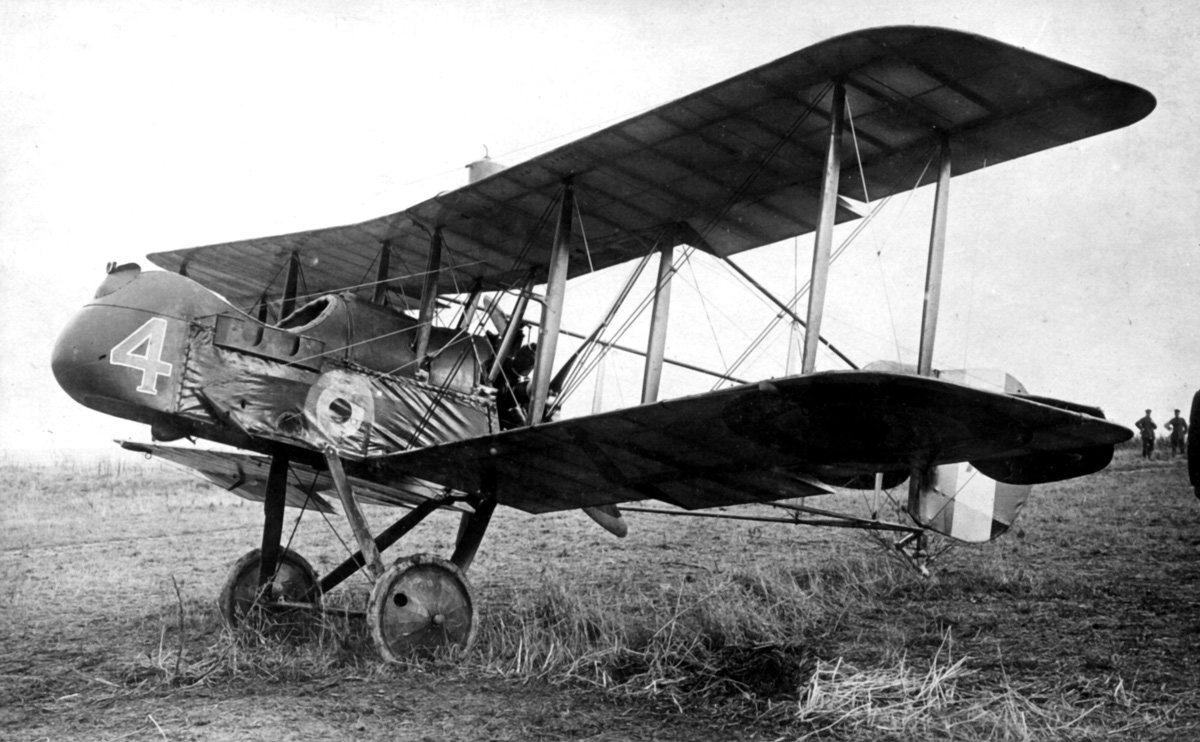
Airco DH.2.

No dia seguinte, patrulhas ofensivas britânicas encontraram várias formações alemãs pela manhã, antes que chuvas intensas interrompessem os voos. Seis aeronaves do Esquadrão nº 27 [en] foram atacadas por cinco Albatros D.I da Jagdstaffel 2 (Jasta 2), liderados por Oswald Boelcke, que abateram três e danificaram um dos Martinsydes. Outra aeronave britânica foi perdida em um reconhecimento ferroviário matinal pelo Esquadrão nº 70 [en]. Em 28 de setembro, aeronaves da Brigada V relataram avanços britânicos no Reduto Schwaben e dirigiram o fogo de artilharia contra 31 posições de canhões e destruíram nove depósitos de munição. Poucas aeronaves alemãs apareceram, mas duas foram abatidas e duas danificadas, uma delas por um novo SPAD S.VII, pilotado por um aviador do Esquadrão 60. O mau tempo deixou a maioria das aeronaves em solo em 29 de setembro, mas o dia seguinte foi claro, com 500 fotografias aéreas obtidas e reconhecimentos a baixa altitude observando o estado das trincheiras e arames alemães. Com a captura do Reduto Stuff e da maior parte do Reduto Schwaben, impedir a observação aérea alemã tornou-se mais importante. Onze aeronaves atacaram novamente o aeródromo de Lagnicourt, escoltadas pelos Esquadrões 11 e 60. Muitas aeronaves alemãs conseguiram decolar e atacar as britânicas na volta, com três aeronaves alemãs abatidas e uma danificada, contra a perda de um F.E.2b.

### 1º Exército Alemão

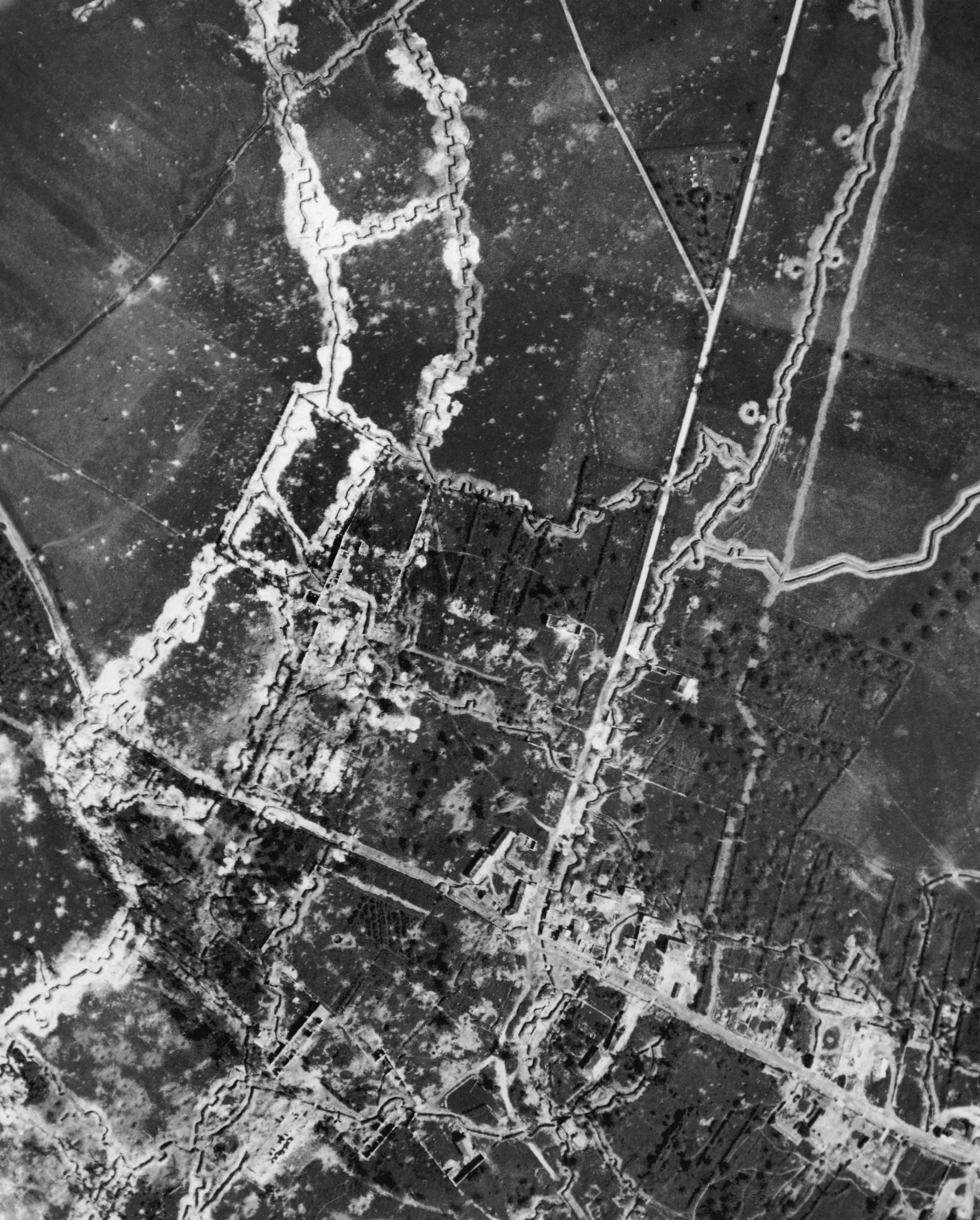
Fotografia aérea de Thiepval, 1º de junho de 1916

A 7ª Divisão, próxima a Courcelette, tinha seus três regimentos posicionados à frente, com um batalhão cada na linha frontal, de apoio e de reserva. As trincheiras frontais próximas à estrada Albert–Bapaume foram perdidas rapidamente, enquanto o Regimento de Infantaria 72 (IR 72), no centro, manteve sua posição, e o regimento à direita foi lentamente repelido, conseguindo emboscar os canadenses ao ocupar a Fabeck Graben (Trincheira Fabeck) na terra de ninguém, que os planejadores de artilharia britânica ignoraram, presumindo que estava abandonada. Os alemães foram rapidamente flanqueados, e os cinquenta sobreviventes renderam-se às 12h55. Os canadenses avançaram pelos dois flancos, superando rapidamente a Zollern Graben (Trincheira Zollern). Às 13h30, o IR 72 tinha ambos os flancos expostos, quando reforços do batalhão de apoio formaram um flanco defensivo ao longo da parte afundada da estrada Courcelette–Miraumont, ao sul da Staufen Riegel (Trincheira Stuff), enquanto o restante se juntou ao Regimento de Infantaria de Reserva 393 no flanco esquerdo.
Ao entardecer, a artilharia britânica transformou a Zollern Graben em um cenário lunar, enquanto aeronaves britânicas metralhavam a trincheira a 150 ft (46 m). Um ataque canadense foi repelido, e uma segunda tentativa à meia-noite foi detida com a ajuda de reforços. Os canadenses avançaram pelos flancos, contornando a Zollern Graben e o extremo leste da Hessen Weg (Trincheira Hessian), que caiu quando os batalhões frontal e de apoio do IR 26 foram aniquilados. Poucos soldados conseguiram recuar para a Staufen Riegel, defendendo os 1,700 yd (1,600 m) da trincheira sob responsabilidade do regimento, mas conseguiram deter o avanço canadense durante toda a tarde, exceto pela perda de 200 yd (180 m) da trincheira perto da estrada Courcelette–Grandcourt. Após o anoitecer, a 7ª Divisão retirou-se para o sul até a Staufen Riegel e para o leste, cobrindo Pys na Below-Feste (Fortificação Below).
O Regimento de Infantaria 93, da 8ª Divisão, defendia as posições do Reduto Zollern e parte da Zollern Riegel até a borda leste de Thiepval, com tropas de apoio na Hessen Weg e na Staufen Riegel. O Regimento de Infantaria 165 continuava a linha a oeste ao longo da Mouquet Riegel (Trincheira Mouquet) até a estrada Thiepval–Pozières, com uma companhia na Fazenda Mouquet e batalhões de apoio na Grüne-Feste (Reduto Verde), na Hessen Weg e na Staufen Riegel. O Regimento de Infantaria 153 (IR 153) ocupava a Grosser Riegel da estrada Pozières até a borda leste de Thiepval, com tropas de apoio na Schwaben Riegel e na Hessen Weg. A defesa do IR 153 nos arredores de Thiepval colapsou quando três tanques apareceram, mostrando-se imunes ao fogo de metralhadoras e granadas de mão. Todos os 1+1⁄2 batalhões alemães na área da Grosser Riegel (Trincheira Grande) e da Schwaben Riegel (Trincheira Suábia) foram superados pela infantaria britânica, com poucos escapando. Poeira e fumaça da artilharia pairavam no ar durante a tarde, obscurecendo o avanço da infantaria britânica até a Hessen Weg, onde duas companhias de reserva os detiveram.

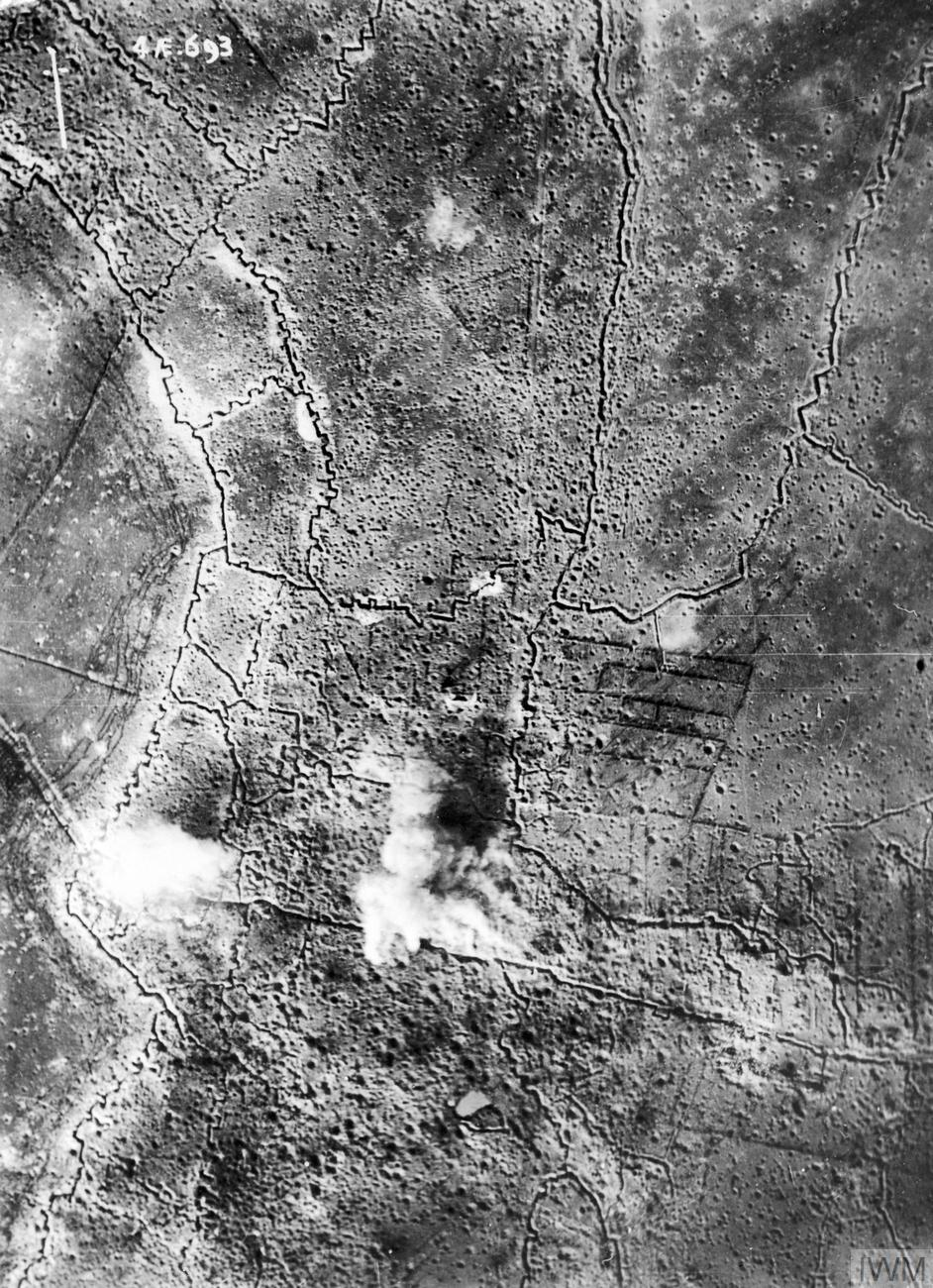
Fotografia aérea de Thiepval sob bombardeio, 25 de setembro de 1916

A defesa alemã foi flanqueada em ambos os lados; à esquerda, a Fazenda Mouquet foi cercada (resistindo até as 18h). A Mouquet Riegel foi capturada, e o IR 165 à esquerda foi forçado a recuar ao longo da Grüne-Feste (Fortificação Verde). Os alemães no Reduto Zollern resistiram, auxiliados por um contrabombardeio preciso a 150 yd (140 m) além. Uma bateria de artilharia britânica que tentou se posicionar a 1,000 yd (910 m) a sudoeste foi neutralizada por fogo de metralhadoras. Após outro bombardeio, os britânicos retomaram o ataque às 15h e foram repelidos. As tropas canadenses avançando à esquerda começaram a ameaçar o flanco esquerdo, enquanto as tropas britânicas passaram pelo flanco direito, forçando os sobreviventes a recuar para a Hessen Weg. Durante a noite, a Staufen Riegel tornou-se a primeira linha, e o terreno ainda ocupado à sua frente foi mantido por postos avançados. Na madrugada, a nova linha frontal divisional foi estabelecida entre a Hessen Weg e a Staufen Riegel, com contato à esquerda na estrada Grandcourt–Courcelette com a direita da 7ª Divisão, e a direita esticada até a Grüne-Feste.
O Regimento de Infantaria 180 (IR 180), da 26ª Divisão de Reserva, defendia Thiepval com parte do Regimento de Infantaria de Reserva 77; o Reduto Schwaben e a antiga linha frontal noroeste até Saint Pierre Divion eram mantidos pelo Regimento de Infantaria 66. Os batalhões de apoio e reserva estavam na Schwaben Riegel, Grüne-Feste e Staufen Riegel. A escavação de trincheiras de reunião britânicas foi observada antes do ataque, alertando os defensores, e as duas primeiras ondas de infantaria britânica foram abatidas. Um tanque emergiu do Bosque Authuille liderando uma terceira onda, que reuniu sobreviventes das duas primeiras e se aproximou da posição alemã, enquanto companhias do IR 180, nos lados sul e oeste das defesas de Thiepval, foram atacadas por trás por bombardeiros britânicos avançando para o oeste. Algumas tropas britânicas alcançaram a Bulgaren Weg (Trincheira Bulgar) atrás de Thiepval, onde as companhias de apoio conseguiram deter o avanço britânico para o oeste. Em 30 minutos, os britânicos também alcançaram a Grüne-Feste e sondaram além da Hessen Weg. Às 18h30, um pombo-correio chegou ao quartel-general da 26ª Divisão de Reserva com a mensagem de que dezoito homens permaneciam no abrigo do I Batalhão. A guarnição de Thiepval sofreu cerca de 75% de baixas, e os sobreviventes se reuniram ao longo da estrada Thiepval–Grandcourt, da Hohen Weg e Bulgaren Weg até a Grüne-Feste.

### Operações francesas
O planejamento cuidadoso para o ataque combinado em Morval foi necessário, devido ao avanço do Sexto Exército Francês divergindo para leste e nordeste. O novo ataque para o norte, para manter contato com os britânicos, exigiu reforços de tropas e artilharia, retirados do Décimo Exército mais ao sul. Artilharia e aeronaves foram trazidas de Verdun, e o XXXII Corpo assumiu à direita do I Corpo. O Sexto Exército deveria avançar 3,000 yd (1.7 mi; 2.7 km) próximo à linha Moislains–Le Transloy. Foch interveio em 25 de setembro para garantir que o I Corpo e o XXXII Corpo atacassem ao norte até Sailly-Saillisel, com o V Corpo como proteção do flanco direito. Os grandes ataques nas tardes de 26 e 27 de setembro conquistaram pouco terreno diante do intenso fogo de artilharia alemã. Fayolle concluiu que uma preparação de artilharia extensa seria necessária antes de retomar o ataque.

## Consequências

### Análise
Relatos alemães concluem que as invasões a noroeste de Courcelette e a leste de Thiepval levaram à derrota. A falta de reservas forçou a 7ª Divisão a recuar no leste, e o sucesso da 11ª Divisão (Norte) [en] permitiu que Thiepval fosse flanqueada pela direita, resultando na perda da vila e da maior parte da guarnição, com os britânicos avançando 1,000–2,000 yd (910–1,830 m) na frente de 6,000 yd (3.4 mi; 5.5 km) atacada. Nos dias seguintes, os britânicos avançaram em direção aos redutos Stuff e Schwaben, onde os alemães foram finalmente desalojados na Batalha das Colinas de Ancre [en], iniciada em 1º de outubro. Exceto aqui e em Sailly-Saillisel, na área do Sexto Exército Francês, a crista de Bazentin foi capturada, proporcionando observação do terreno do alto rio Ancre e das encostas e vales na margem norte. Os britânicos fizeram melhor uso de sua artilharia, enquanto o consumo de munição de artilharia alemã em setembro aumentou para 4,1 milhões de projéteis, de 1,5 milhão em agosto, mas teve menos efeito, com grande parte da munição sendo usada ineficientemente em bombardeios de área não observados, e o fogo de barragem defensiva sendo limitado a períodos de três minutos; até 25% dos canhões alemães falharam mecanicamente durante a batalha.

### Baixas

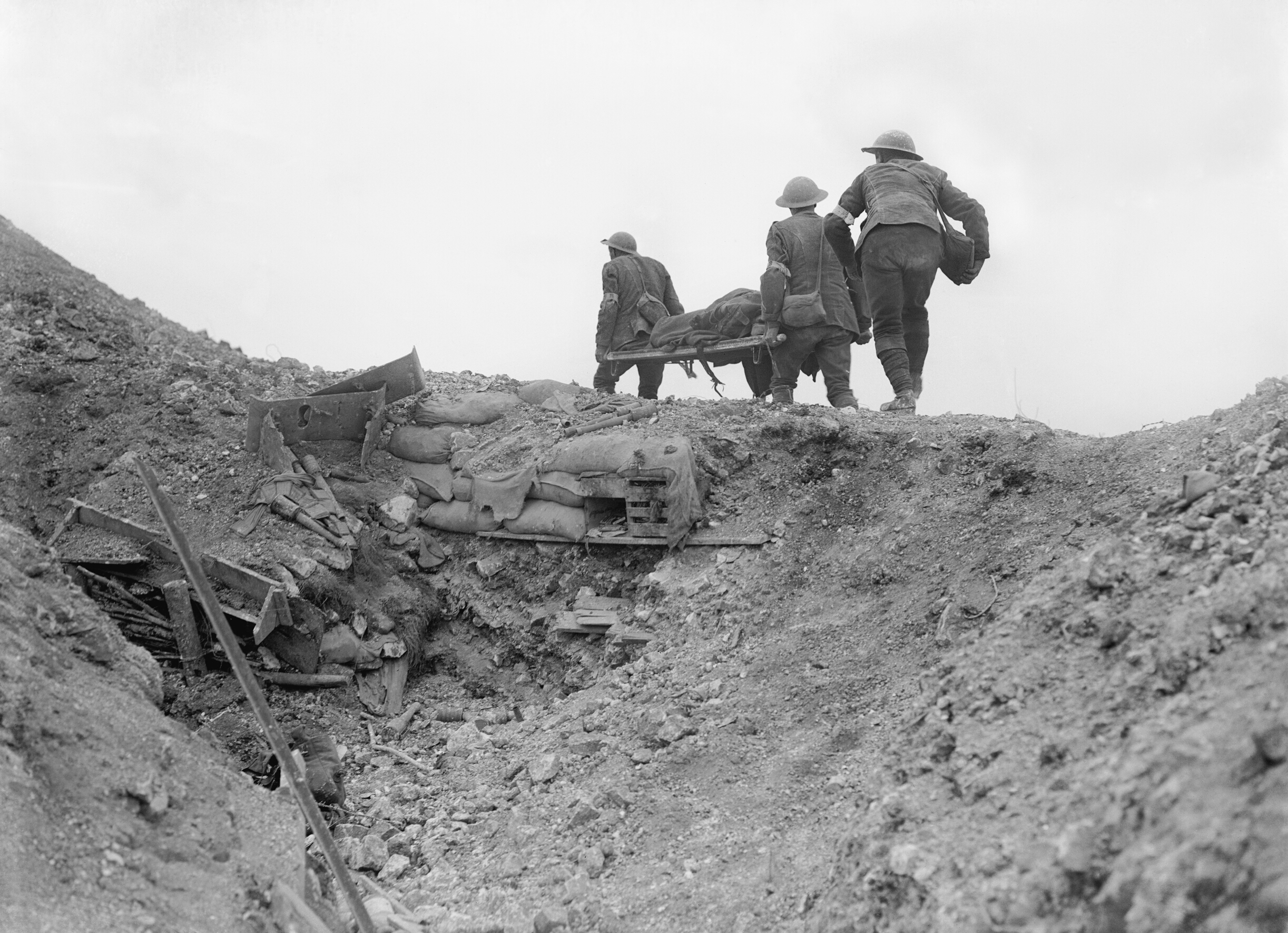
Carregadores de macas durante a Batalha da Cordilheira de Thiepval, final de setembro de 1916

A 1ª Divisão Canadense sofreu 6.254 baixas de 1º a 30 de setembro, e as baixas da 11ª Divisão (Norte) de 26 a 30 de setembro foram 3.615 (cerca de 70% sendo feridos). As baixas na 18ª Divisão (Oriental) foram 4.000. As baixas alemãs são incertas, mas setembro é considerado o mês mais custoso da batalha, com cerca de 135.000 baixas. Os alemães sofreram entre 2.300 e 2.329 baixas das cerca de 10.000 capturadas pelo Exército de Reserva de 14 a 30 de setembro, junto com 27 canhões, 200 metralhadoras e 40 morteiros de trincheira.

### Operações subsequentes
As operações britânicas encerraram-se em 30 de setembro, com a captura de grande parte do Reduto Schwaben, ao norte de Thiepval, outro objetivo do primeiro dia, atacado pela 36ª Divisão (Ulster) [en]. Na Batalha das Colinas de Ancre, iniciada em 1º de outubro, os objetivos finais da Batalha de Thiepval foram alcançados; em 14 de outubro, o restante do Reduto Schwaben foi capturado, e o Corpo Canadense completou a captura da Trincheira Regina em 11 de novembro.

## Comemoração

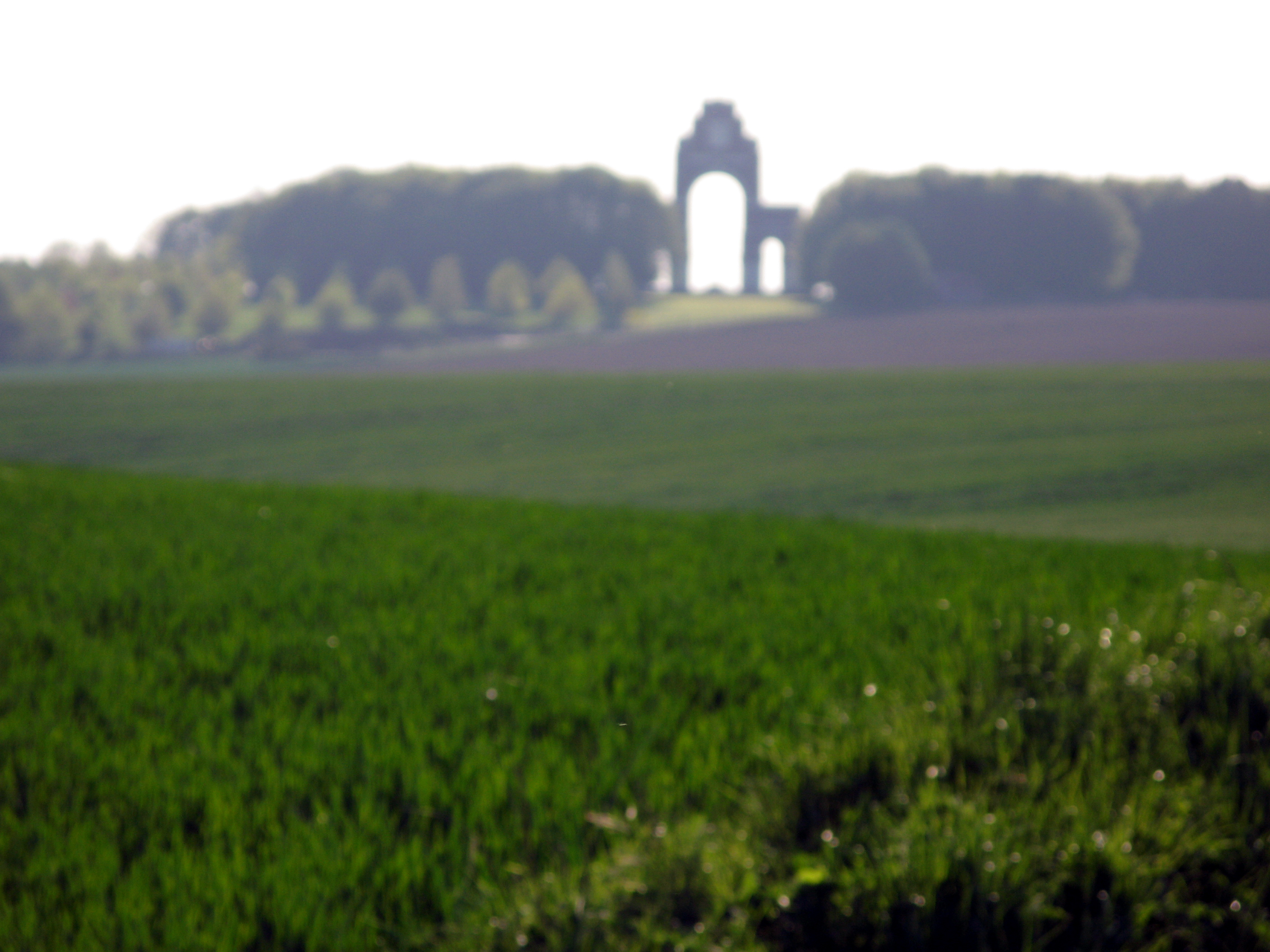
Memorial de Thiepval (silhueta desfocada)

Devido à importância das posições em Thiepval como objetivo do primeiro dia, capturado quase três meses depois, o terreno elevado no ponto da Espinha de Thiepval foi escolhido para ser o local do memorial anglo-francês aos "desaparecidos do Somme". O Memorial de Thiepval aos Desaparecidos do Somme [en] é dedicado aos homens mortos cujos corpos nunca foram recuperados, durante os combates na região de 1916 a 1918. As colunas do memorial trazem os nomes de mais de 72.000 soldados britânicos que morreram nos campos de batalha do Somme, "mas aos quais as vicissitudes da guerra negaram o sepultamento conhecido e honrado dado a seus camaradas na morte".